# Neocompsa agnosta
Neocompsa agnosta är en skalbaggsart som beskrevs av Martins 1970. Neocompsa agnosta ingår i släktet Neocompsa och familjen långhorningar. Inga underarter finns listade i Catalogue of Life.